# Allas-Bocage
Allas-Bocage è un comune francese di 198 abitanti situato nel dipartimento della Charente Marittima nella regione della Nuova Aquitania.

## Società

### Evoluzione demografica
Abitanti censiti